# Andrea Basili
Andrea Basili (Città della Pieve, 16 de desembre de 1705 – Loreto, 28 d'agost de 1777), fou un teòric i compositor. Era el pare del també compositor Francesco.
Pertanyia a l'escola romana, i fou mestre de capella de l'església de la Santa Casa de Loreto, on tingué entre d'altres alumnes a Giuseppe Jannacconi.
Se li deuen moltes peces de música. La col·lecció Santini conté 24 estudis d'aquest mestre titulats Musica universale.